# Park Sung-hwa
박성화 ou Park Sung-hwa est un ancien footballeur sud-coréen et entraîneur de l'équipe nationale de Birmanie.